# فاربرسویلر
فاربرسویلر (به فرانسوی: Farébersviller) یک کمون در فرانسه است که در Canton of Freyming-Merlebach واقع شده‌است.

## خصوصیات
فاربرسویلر ۶٫۸۸ کیلومترمربع مساحت و ۶٬۰۲۰ نفر جمعیت دارد.